# Cantó de Chabuelh
El cantó de Chabuelh és un cantó francès del departament de la Droma, situat al districte de Valença. Té 12 municipis i el cap és Chabuelh.

## Municipis
- Barcelonne
- Chabuelh
- Châteaudouble
- Combovin
- La Baume-Cornillane
- Le Chaffal
- Malissard
- Montélier
- Montmeyran
- Montvendre
- Peyrus
- Upie

| Data d'elecció                           | Identitat        | Partit                               | Qualitat |
| ---------------------------------------- | ---------------- | ------------------------------------ | -------- |
| 1949-1967                                | Louis Masson     | MRP                                  |          |
| 1967-1973                                | Martial Bretouze | Divers droite, després PS            |          |
| 1973-1992                                | Clovis Idelon    | Divers droite, després Divers gauche |          |
| 1992-2004                                | Maurice Morin    | UDF, després UMP                     |          |
| 2004-                                    | Pascal Pertusa   | PS                                   |          |
| les dades anteriors no són pas conegudes |                  |                                      |          |